# Šimljanik
Šimljanik est une localité croate de la municipalité de Berek située dans le comitat de Bjelovar-Bilogora.  Le village compte 25 habitants en 2021